# Raul Clyde
Raúl Pérez Marqués (Aldaya, Valencia, 5 de noviembre de 1997), conocido artísticamente como Raul Clyde, es un cantante y compositor español.

## Biografía
Raúl Pérez Marqués, nacido en 1997 en Aldaya, un municipio de Valencia, mostró desde pequeño su interés por convertirse en cantante. Antes de dedicarse por completo a la música, compaginó su empleo como operario de rampa en el aeropuerto de Manises con trabajos como diseñador gráfico. También tuvo empleos ocasionales como camarero en comuniones, vendedor en una tienda de pinturas y diseñador de equipaciones deportivas para fútbol y baloncesto. A lo largo de su carrera, Clyde ha citado como influencias a artistas como Arcángel, Estopa, Cosculluela y Ñengo Flow. Antes de consolidarse como cantante, se dedicó al diseño gráfico, creando portadas y logotipos para figuras destacadas del género urbano en España, como Morad, Kaidy Cain y Beny Jr.
Aficionado al fútbol y seguidor del Valencia CF, Clyde mostró su compromiso social tras la inundaciones de la DANA que el 29 de octubre de 2024 provocó más de 200 muertes en Valencia. Inspirado por esta tragedia, compuso la canción «El poble salva al poble», destinando los fondos recaudados a las personas afectadas por el desastre.

### Carrera
Clyde consideraba los ingresos que obtenía con la música como un complemento a su salario en el aeropuerto hasta 2022, año en que lanzó su sencillo «Tuenti». Esta canción fue parte de su álbum debut Destino 2013, que también incluyó temas como «Monty» y «Sobrenatural» junto a C Marí. 
Ese mismo año, el artista granadino Saiko colaboró en el remix de «Tuenti», obteniendo un disco de platino. En 2024, Clyde lanzó su segundo álbum, Destino 2014, donde colaboró con artistas como La Pantera y Soge Culebra. Además de estos trabajos, su discografía incluye sencillos destacados como «Loewe», junto a la cantante catalana Mushkaa, y «Cherry», en colaboración con Yung Beef, canción que pertenece a "Destino 2014 (49 Edition)", proyecto en el que Raul colaboró con grandes leyendas del reggaetón de Puerto Rico como: Jory Boy, J Álvarez o Gotay "El Autentiko". 
Grandes artistas "se la han dado", Myke Towers, Mora (cantante) o Quevedo (cantante) han reconocido el talento del cantante valenciano. Actualmente, Clyde forma parte de Rimas, la discográfica de Bad Bunny, siendo el primer artista español en unirse a este sello. El cantante ha expresado su interés por explorar géneros distintos al reguetón y su deseo de colaborar con artistas como Quevedo, Bad Gyal, Hoke, Feid y hasta “Cruzzi”

## Discografía

#### Álbumes de estudio
- Destino 2013 (2022)
- Destino 2014 (2024)
- Destino 2014 (49 Edition) (2024)

#### EP
- Mean Girls Ft. C Marí (2023)
- 5 noches en el Mediterráneo (2023)
- Las Últimas 3 Noches (2023)